# أبو منجل ريونيون
أبو منجل ريونيون (باللاتينية: Threskiornis solitarius) هو نوع من طيور أبو منجل كان يتواجد في جزيرة ريونيون وقد إنقرض هناك ووجدت آخر بقاياه في سنة 1974، له علاقة قرابة مع طيور أبو منجل المتوج المدغشقري وأبو منجل المحرم وأبو منجل قشي العنق.